# Yang Jingwen
Det här är en artikel om en person med kinesiskt personnamn; Yang är familjenamnet.
Yang Jingwen, född 2 januari 2002, är en kinesisk fäktare som tävlar i värja.

## Karriär
Vid asiatiska mästerskapen 2025 i Bali tog Yang silver individuellt i värja samt guld i lagtävlingen tillsammans med Shi Yuexin, Tang Junyao och Yu Sihan.